# Internatio
De Internationale Crediet- en Handelsvereeniging "Rotterdam", ook bekend als Internatio, is de naam van een cultuurbank en handelshuis dat heeft bestaan van 1863 tot 1970.

## Reden tot oprichting
Achtergrond van de oprichting van dit bedrijf was de wens van de Twentse katoenfabrikanten om afzetgebied in Nederlands-Indië voor hun producten te creëren, hetgeen voordien door de Nederlandsche Handel-Maatschappij geschiedde.
Het bedrijf werd in 1863 opgericht als: Internationale Crediet- en Handelsvereeniging "Rotterdam". De Twentse katoenfabrikanten G. en H. Salomonson (van de Koninklijke Stoom Weverij te Nijverdal) waren hoofdaandeelhouders. De doelstelling van de firma was: het drijven van handel, het financieren van exporten in diverse vormen, het kopen en/of huren van schepen en het deelnemen in cultuurmaatschappijen. Dit alles wilde men wereldwijd verrichten, maar al spoedig beperkte men zich tot Java.

## Conglomeraat

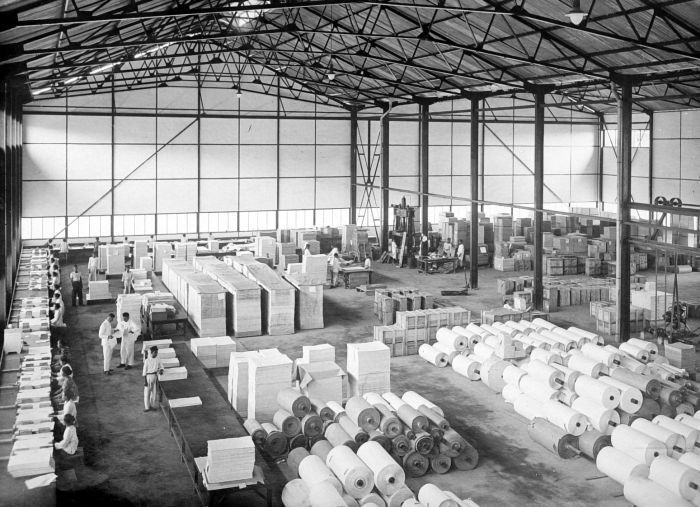
Papierfabriek Padalarang, te
Padalarang, sorteer- en pakzaal, tussen 1900 en 1940.

Tijdens de Eerste Wereldoorlog werd een agentschap in Japan geopend, dat in 1922 werd gesloten om in 1933 opnieuw te starten.
De zaken gaan goed en in de 30'er jaren heeft Internatio 17 vestigingen in het Verre Oosten, waaronder in Rotterdam (hoofdkantoor), Bangkok, Batavia, Bengkulu, Cirebon, Makassar, Medan, Padang, Palembang, Pangkal Pinang, Pontianak, Semarang, Singapore, Surabaya en Bandar Lampung. Het neemt ook bestaande industriële bedrijven over zoals papier-, aardewerk- en suikerfabrieken en richt zich op landbouwproducten als rubber, koffie, thee, tabak, hout en kapok. Internatio wordt een conglomeraat aangestuurd vanuit het hoofdkwartier in Rotterdam.
Enkele bezittingen in Nederlands-Indië waren:
- Ament's suikerfabrieken
- Algemeene Industriële Mijnbouw- en Exploitatiemaatschappij
- Landbouw Maatschappij Bantool
- Cultuur Maatschappij Modjopanggoong
- Cultuur Maatschappij Kenongo
- Handelmaatschappij Kehding & Van Nie
- Papierfabriek Padalarang
- Rotterdamsche Cultuurmaatschappij
- PT Satya Negara Trading Corporation
- Sian Tin Exploitatie Syndicaat
- Rubbermaatschappij Sumatra
- Suikerfabriek Tandjong Tirto
- Maatschappij tot Exploitatie der Suikerfabriek Tjebongang

## Nieuwe strategie
Na de Tweede Wereldoorlog wordt het moeilijker om zaken te doen in het Verre Oosten. Soekarno roept in 1945 de Republiek Indonesië uit en onlusten volgen. In 1957 worden alle bezittingen van Internatio in Indonesië onteigend. Internatio verlegt de activiteiten naar politiek stabielere landen als de Verenigde Staten, Australië, Zuid-Afrika en het Verenigd Koninkrijk.
Na 1958 volgen veel acquisities en Internatio is actief in de handel, fabricage en installatie. Dit was geen volledig succes en in 1960 besloot het bestuur zich op de Nederlandse industrie te concentreren. In 1963 bestond de industriële tak nog slechts uit een drukkerij, een chemische fabriek en een loodfabriek. Na de acquisitie van Van Rietschoten & Houwens in 1967 en Van Swaay in 1968 is het geld op. In 1970 fuseert Internatio met Wm. H. Müller & Co dat wel over geld beschikt. Na de fusie gaan de twee verder samen als Internatio-Müller N.V.

## Voetnoten
1. 1 2 3 4 5 6  Imtech 1860 - 2010 De rijke geschiedenis van de Europese technische dienstverlener Imtech NV, p. 39-45, geraadpleegd 6 juni 2014
2. ↑  Dr. G.M. Verrijn Stuart (1934): Het Bankwezen in de Nederlandsche Koloniën, tweede, herziene druk, N.V. Uitgevers-mij v/h G. Delwel, Wassenaar, pagina 166